# Ammonius (geslacht)
Ammonius is een geslacht van spinnen uit de familie Barychelidae.

## Soorten
Het geslacht kent de volgende soort:
- Ammonius pupulus Thorell, 1899